# غلين كاروسو
غلين كاروسو (بالإنجليزية: Glenn Caruso)‏ هو لاعب كرة قدم أمريكية أمريكي، ولد في 20 مايو 1974 في غرينيتش في الولايات المتحدة.